# Sveti Stefan
Sveti Stefan là một hòn đảo nhỏ ở Montenegro trong vùng Biển Adriatic, cách thành phố Budva 6 km và thuộc vùng đô thị của nó. Đảo có diện tích chỉ bao gồm 12.400 m2 (133.000 foot vuông), và nối với đất liền bằng một eo đất nhỏ.
Sveti Stefan đặc biệt nổi tiếng với làng chài cùng tên, đẹp như tranh  với những ngôi nhà từ thế kỷ thứ 15. Giữa năm 1934 và 1936, Villa Miločer đã được xây dựng như nhà nghỉ mùa hè của Nữ hoàng Marija Karadordevic (1900-1961) của gia tộc Karađorđević của Serbia, bao quanh bởi 800 cây ô liu trên nền đất hơn 32 ha.  Trên đất liền đối diện với đảo đã phát triển từ những năm 1950 khu làng với nhà chung cư, một số khách sạn và nhà hàng bên ven đồi. Dân số là 411 (thống kê năm 2003) bao gồm 256 người Serb, 109 người Montenegro, 6 người Croatia và 40 người thuộc dân tộc khác.
Khi Montenegro còn thuộc Nam Tư và dưới chế độ Tito theo chủ nghĩa Cộng sản,  trong những năm 1950 và 1960, người dân đảo được di chuyển vào đất liền, toàn bộ ngôi làng nhỏ đã được chuyển đổi thành  một khu du lịch độc quyền lui tới của giới thượng lưu với một "khách sạn đảo" có khoảng 250 giường. Một trong bốn nhà thờ thuộc Tu viện Praskvica trên Sveti Stefan đã biến thành một sòng bạc bởi những người cộng sản. Các đường phố, mái nhà và mặt tiền của ngôi nhà vẫn giữ được hình dáng ban đầu của chúng.  Nhiều nhân vật nổi tiếng đã từng là khách tại đảo khách sạn này, như Elizabeth Taylor, Kirk Douglas, Sophia Loren, Sylvester Stallone, Claudia Schiffer,  và các chính trị gia như Willy Brandt, Helmut Kohl và Silvio Berlusconi. Khu nghỉ mát này được mô tả là "một sân chơi Adriatic trong những năm 70 trên một bán đảo đồi và hầu như không nối với đất liền". Đảo cũng là một địa điểm cho các hội nghị chính trị, và một địa điểm thi đấu cờ vua thường xuyên, thu hút những danh thủ như Boris Spassky và Bobby Fischer. Tuy nhiên, trong những năm 1990, sự tan rã của Nam Tư đã ảnh hưởng và làm suy thoái khu nghỉ dưỡng này.
Hòn đảo đã được Nhà nước Montenegro cho  công ty nghỉ dưỡng Amanresorts thuê lại trong 30 năm, từ năm 2007 trở đi và cải tạo lại. Vào mùa hè năm 2010, khu khách sạn được dần dần mở cửa trở lại với tên Aman Sveti Stefan. Sau khi công việc hoàn thành, sẽ có 53 dãy phòng cho thuê, một số là ở trong một biệt thự (Villa Miločer) trên đất liền.

## Hình ảnh

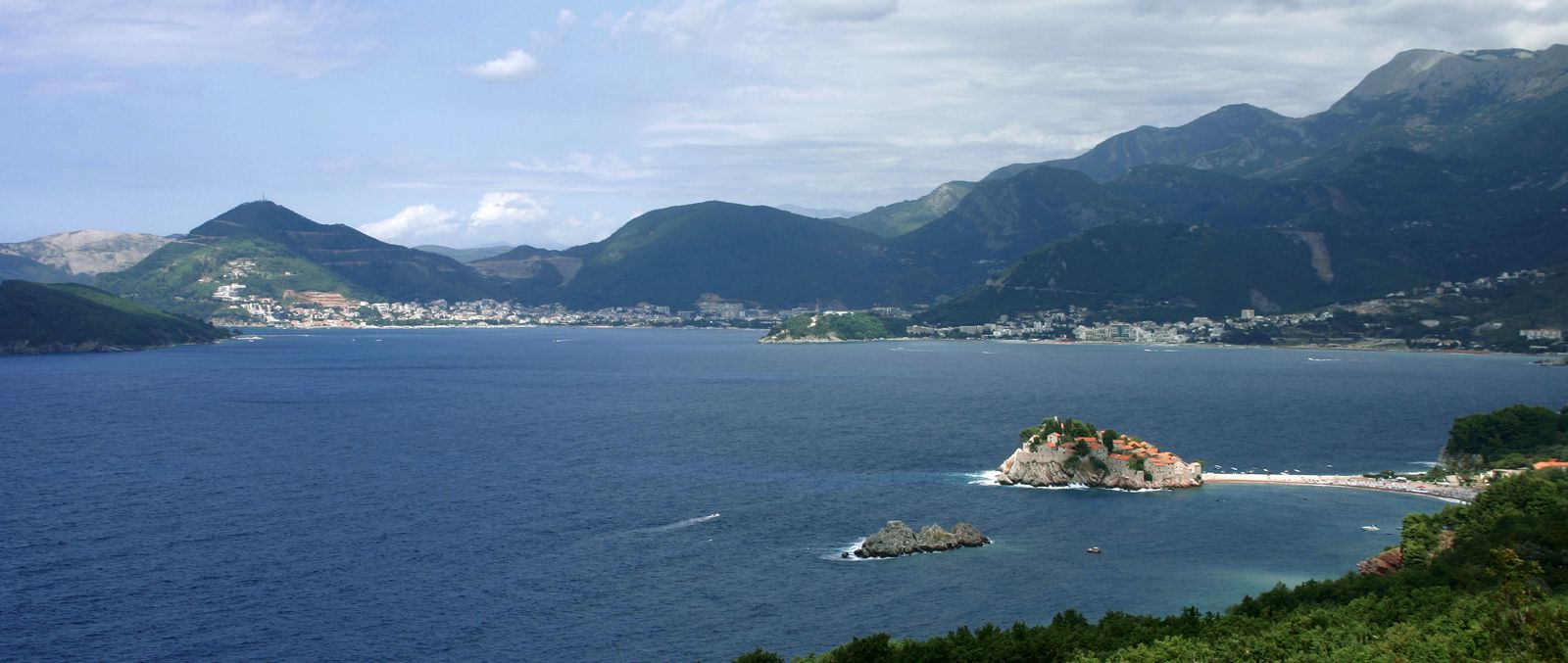
Toàn cảnh
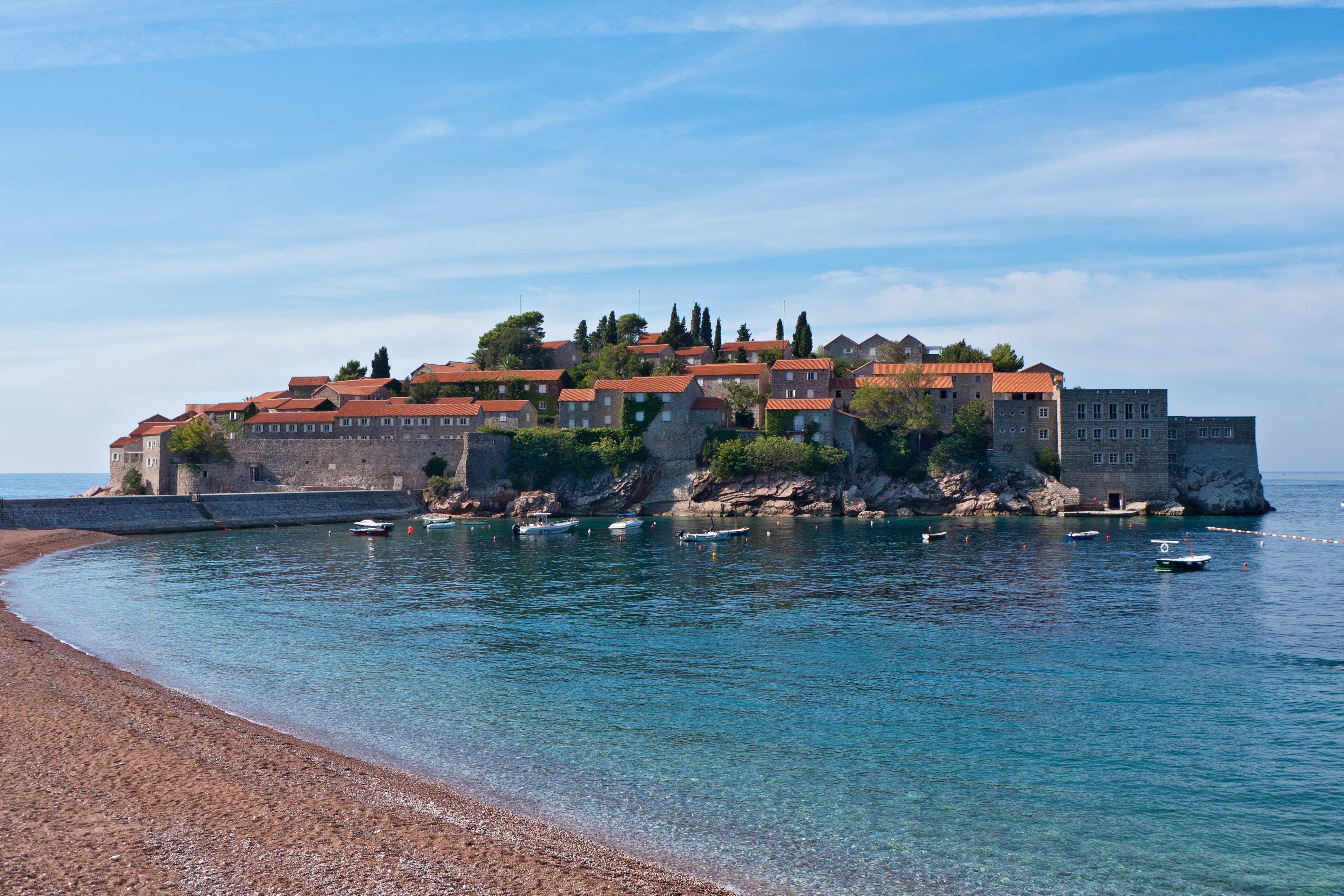
Sveti Stefen, 2010
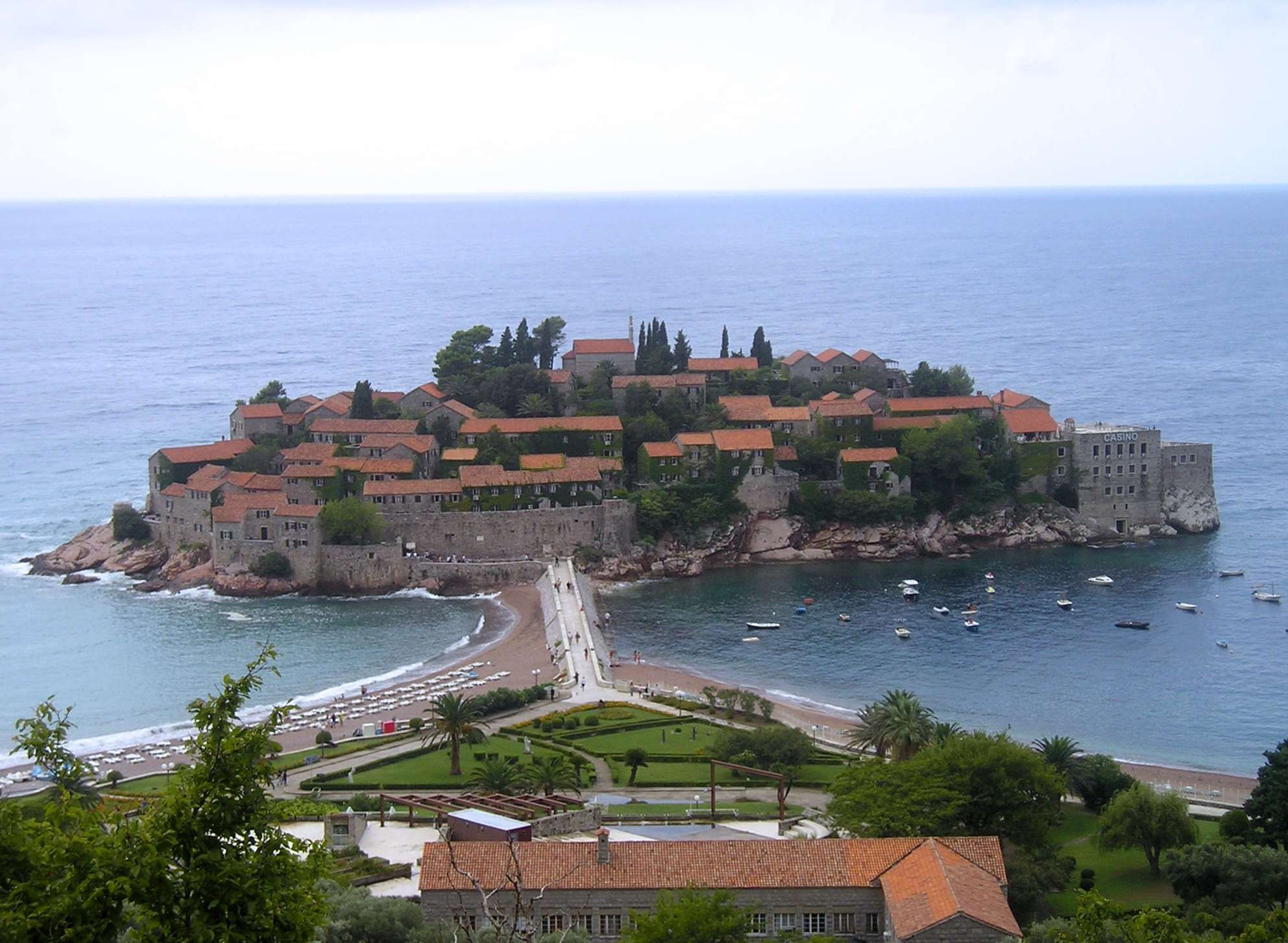
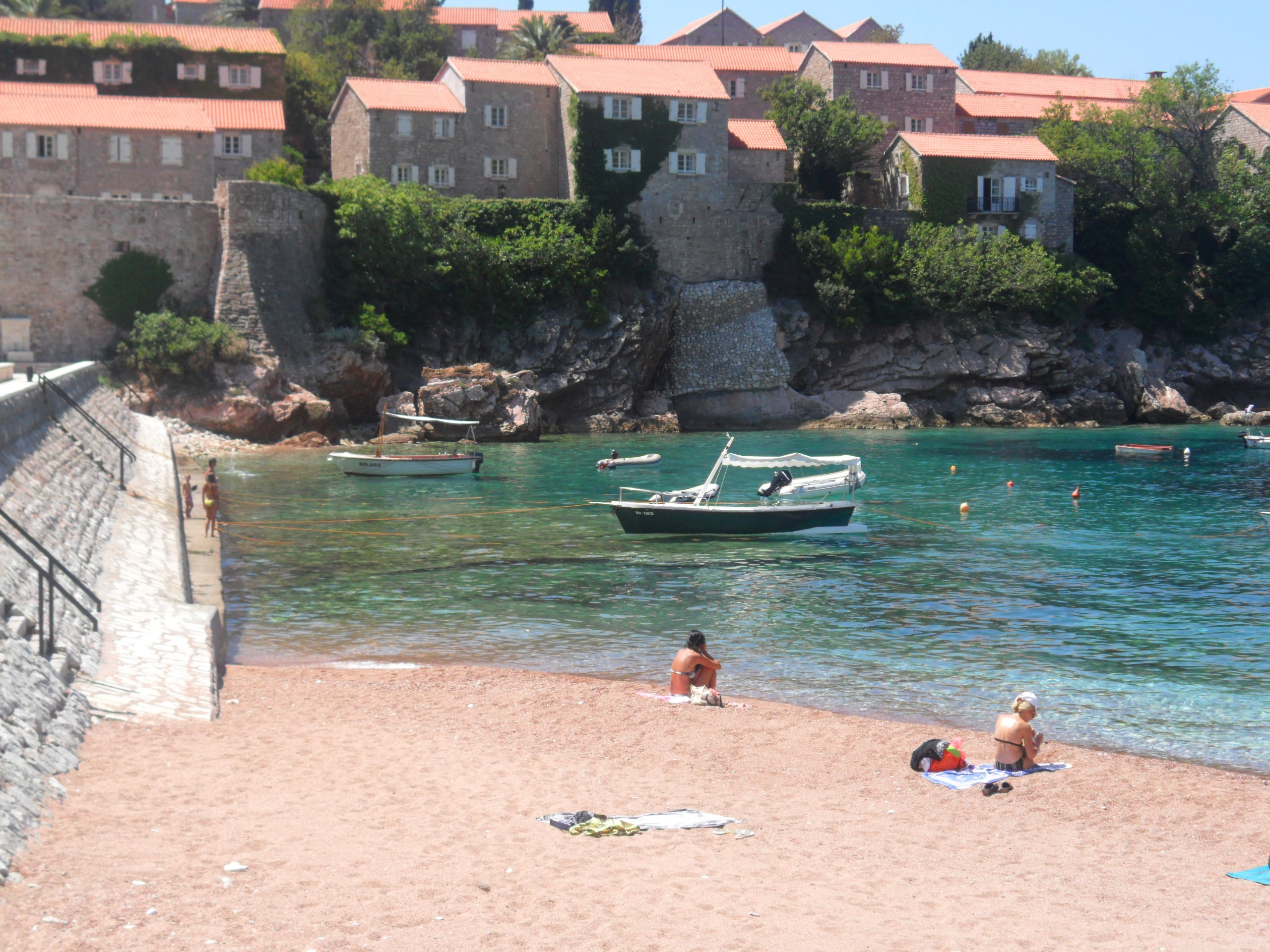
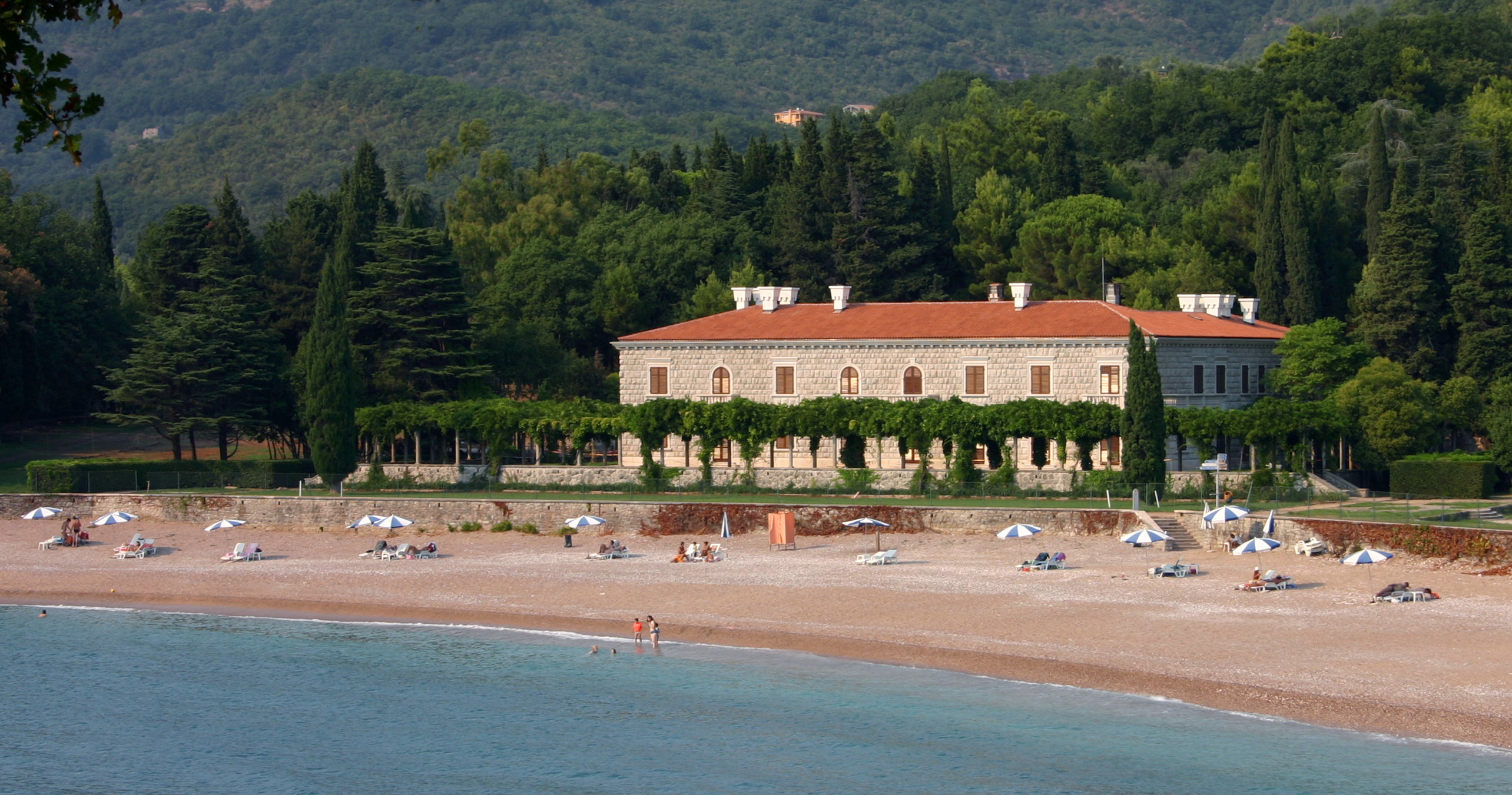
Villa Miločer